# Футбол в Туркменистане

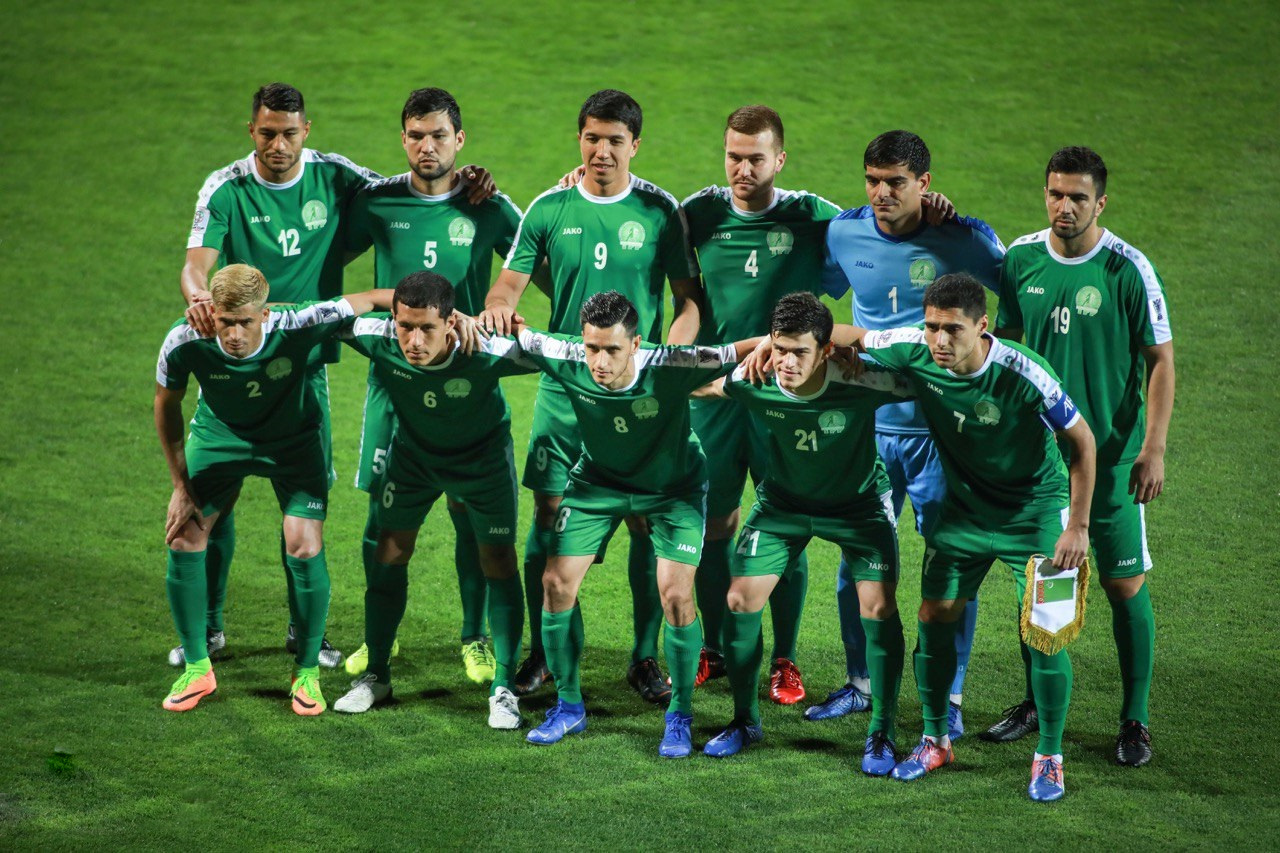
Сборная Туркменистана по футболу, 2019 год

Футбол в Туркменистане — один из самых массовых и популярных видов спорта. Туркменистан дал футбольному миру немало ярких имён, среди которых представители многих национальностей — Курбан Бердыев, Владимир Никитенко, Ролан Гусев, Дмитрий Хомуха, Руслан Мингазов, Владимир Байрамов и др.

## История

### СССР

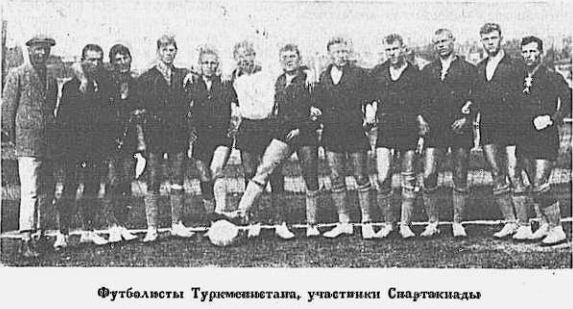
Сборная Туркменистана на Всесоюзной спартакиаде 1928 года

Футбол появился на территории современного Туркменистана в 1920-е годы. В 1927 году сборная Ашхабада встретилась в с командой города Мешхед (Персия) и обыграла соперника со счётом 2:1. Сборная Туркменистана по футболу принимала участие в футбольном турнире в рамках Всесоюзной спартакиады 1928 года в Москве. Стартовала команда с 1/4 финала, где уступила рабочей команде Уругвая (0:3). В утешительном плей-офф команда обыграла представителей рабочей спортивной федерации Великобритании, а в матче за пятое место уступила Узбекистану (1:3).
С 1937 года в Туркменской ССР проводится чемпионат республики, а с 1936 года — кубок. Наиболее успешными в обоих турнирах были столичные команды из Ашхабада. К 1947 году в Туркменской ССР имелось 6 стадионов и 19 футбольный полей.
На Спартакиаде народов СССР 1956 года сборная Туркменской ССР заняла 17 место, обыграв в решающем матче Таджикистан (3:2).
Межсезонный турнир с участием команд «Строитель» (Ашхабад), «Памир» (Ленинабад), «Торпедо» (Томск) и чехословацкого ВСС (Кошице) провела в 1967 году Федерация футбола Туркменской ССР. Гости из Чехословакии стали победителем турнира, на играх которого присутствовало около 15 тысяч на каждом из матчей.
В 1971 году в Ашхабаде прошёл международный турнир с участием юношеских сборных. Победу в финале над командой ГДР одержала Чехословакия. В дальнейшем турнир стал проводиться ежегодно в других среднеазиатских советских республиках. В 1972 году его победителем стала Югославия, в 1973, 1974 и 1975 — СССР.
К 1979 году в республике было 711 футбольных полей и, 1419 секций футбола, где занималось 40 854 детей. По состоянию на 1985 год футболом в Туркменской ССР занималось 64 тысячи человек. Туркменская ССР принимала участие в Спартакиадах народов ССР в 1979, 1983 и 1986 годах.
Наряду с Киргизской ССР, Туркмения никогда не имела своей футбольной команды в Высшей лиге СССР. Наиболее успешной туркменской командой был «Копетдаг», игравший на уровне Первой лиге СССР. Самыми известными футболистами Туркменской ССР являлись Курбан Бердыев, Сергей Агашков, Дмитрий Хомуха, Чарыяр Мухадов и Виталий Кафанов.

### Независимый Туркменистан
После обретения Туркменистаном независимости в 1992 году была учреждёна Федерация футбола Туркменистана. Членство в ФИФА получила в 1994 году. С 1995 по 2013 год проводился международный футбольный турнир Кубок Президента Туркменистана.
Сборная Туркменистана по футболу никогда не участвовала в чемпионатах мира, однако дважды отбиралась на финальный этап Кубка Азии в 2004 и 2019 годах. Значимым успехом на международной арене можно назвать выступление команды этой страны на Кубке Вызова Азиатской конфедерации футбола 2010 года проходившего в Шри-Ланке, в рамках этого турнира сборная Туркменистана вышла в финал, и проиграла по пенальти сборной КНДР.
Юношеские и молодёжные сборные Туркменистана в отличие от национальной команды имели опыт выступлений в основных раундах азиатских чемпионатов. Так юноши до 16 лет участвовали на чемпионате Азии в 2008 году, а олимпийская команда, составленная из футболистов до 23 лет, дошла до четвертьфинала чемпионата Азии 2022 года. Команда до 20 лет завоевала право выступить на чемпионате Азии 2004 года, но отказалась от возможности сыграть на турнире и была заменена на сборную Индии.
В марте 2007 года президенты ФИФА Йозеф Блаттер и АФК Мохамед Бин Хаммам открыли в столице Туркменистана Дом футбола — нового офиса Ассоциации футбола Туркменистана, который расположился в одном из элитных домов в южной части Ашхабада.
По инициативе Гурбангулы Бердымухамедова в 2023 году был создан футбольный клуб «Аркадаг» в новом городе Аркадаг, название которого отсылает к официальному титулу президента Туркменистана. Экс-президент лично участвовал в разработке формы и логотипа команды. Для комплектования «Аркадага» были собраны лучшие футболисты из других туркменских клубов в результате чего уже в первом своём сезоне команда стала чемпионом Туркменистана.

## Федерация футбола Туркменистана
ФАТ — Федерация футбола Туркменистана осуществляет контроль и управление футболом в Туркменистане. Штаб-квартира находится в Ашхабаде. Функционируют также региональные офисы. Занимается организацией национального чемпионата, кубка страны, суперкубка, игр сборных страны, поддержкой, развитием и популяризацией всего футбола в целом. Одним из главных направлений является проведение мероприятий по развитию детского футбола. В связи с этим в городах и районах республики было построено 5 стадионов. Укрепляются футбольные клубы страны, развивается материально техническая база, многие из них строят базы тренировок. Это уже даёт определённые положительные результаты.

## Известные игроки
В Туркменистане нерегулярно проводится вручение наград лучшему футболисты страны по итогам года. Известно, что в 2005 году Ассоциация футбола Туркменистана признала лучшим футболистом страны Гахрыманберды Чонкаева. По итогам 2015 года лучшим по версии сайта «Туркменпортал» стал Руслан Мингазов. В 2016 году Федерацией футбола Туркменистана среди спортивных журналистов и представителей футбольных клубов был выбран лучший игрок чемпионата, которым стал Шохрат Союнов. В 2020 года подобную награду получил Алтымурад Аннадурдыев, в 2021 и 2023 годах — Эльман Тагаев, а в 2022 году — Бегенч Акмамедов.
Наибольшее количество игр за сборную Туркменистана провёл Арсланмурад Аманов (45 матчей), а лучшим бомбардиром команды является Берды Шамурадов (14 голов). На чемпионате Европы 2004 года в составе сборной России играл уроженец Ашхабада Ролан Гусев.

## Женский футбол
Первый чемпионат Туркменистана по футболу среди женщин был проведён в 2009 году с участием шести команд. В Туркменистане существует женская сборная по футболу. В 2019 году команда участвовала в женском кубке Турции, а в 2022 году заняла четвёртое место в турнире для команд Центральной Азии. С 2022 года женская сборная Туркменистана участвует в рейтинге ФИФА. Главным тренером команды является Камиль Мингазов. В 2022 году Мая Мусацкая стала первой туркменской футболисткой, начавшей играть за рубежом, перейдя в турецкий клубе «Дудуллу спор».

## Мини-футбол
В Туркменистане проводится чемпионат и кубок страны по мини-футболу. Сборная Туркменистана 7 раз выступала на Кубке Азии по мини-футболу, но ни разу не преодолевала групповой этап. В 2009 году команда заняла четвёртое место на Азиатских играх по боевым искусствам и состязаниям в помещениях.

## Иностранные тренеры в Туркменистане
- Владимир Бессонов
- Виктор Пожечевский
- Элгуджа Гугушвили